# 坎塔省
坎塔省（西班牙語：Provincia de Canta），是秘魯的省份，位於該國中南部利馬大區，首府是坎塔，距離首都利馬105公里，面積1,687平方公里，海拔高度2,819米，人口密度每平方公里7.9人。
11°28′S 76°37′W / 11.467°S 76.617°W